# Melitta Marxer
Melitta Marxer (geboren 8. September 1923 als Melitta Kaiser in Schaanwald; gestorben 13. Februar 2015 in Vaduz) war eine Liechtensteiner Aktivistin und Frauenrechtlerin, die für das Frauenwahlrecht kämpfte. Internationale Bekanntheit erlangte sie mit einer Rede 1983 vor dem Europarat, in der sie um internationale Unterstützung für die Einführung des Frauenwahlrechts in Liechtenstein warb.

## Leben und Wirken
Melitta Marxer, geborene Kaiser, wuchs mit ihren vier Geschwistern in Schaanwald (Liechtenstein) auf. Nach Beendigung der Sekundarschule arbeitete Kaiser in einer Keramikfabrik. Mit 25 Jahren verließ sie die Fabrik, weil sie 1949 Felix Marxer (1922–1997) heiratete und mit ihm eine Familie gründete. Sie brachte drei Töchter zur Welt; eine von ihnen ist die Künstlerin Regina Marxer.
Während ihre drei Töchter aufwuchsen, wurde sie sich der rechtlichen Ungleichheiten zwischen Frauen und Männern in Liechtenstein bewusst und der Tatsache, dass nur Männer wählen konnten. Marxer unterstützte ihre Töchter in deren Wunsch nach höherer Bildung und beteiligte sich am Kampf um den Besuch weiterführender Schulen und Gymnasien, dessen Ziel erst in den 1960er-Jahren erreicht wurde. Seit 1968 wurden Liechtensteiner Mädchen an Gymnasien zugelassen.
Marxer und andere Feministinnen wandten sich daraufhin dem 1968 abgehaltenen Referendum zum Frauenwahlrecht zu, das vorerst scheiterte. Die Frauen gründeten das Komitee für das Frauenstimmrecht, um auf eine Zustimmung zum Wahlrecht hinzuarbeiten. 1971 und 1973 scheiterten zwei Volksabstimmungen an der Mehrheit, die das Frauenwahlrecht blockierte. Weil sie keinen Fortschritt sahen, gründeten Marxer und andere Feministinnen 1981 die Aktion Dornröschen, eine Anspielung auf das deutsche Märchen Dornröschen und die lange Wartezeit, ehe der Prinz die Prinzessin wachküsst. Darauf wollten sie nicht warten. Die Frauen erhoben zudem beim Verfassungsgericht Klage, weil sie ihre Rechte eingeschränkt sahen. 1982 wurde die Klage abgewiesen. Weil die Regierung sich weigerte, das Frauenwahlrecht einzuführen, griffen Marxer und 11 weitere Dornröschenaktivistinnen zu anderen Maßnahmen. Sie reisten durch Europa und sprachen über ihre mangelnden Rechte. 1983 machten sie ihr Anliegen vor dem Europarat in Straßburg öffentlich. Diese Aktion wurde in Liechtenstein stark kritisiert, weil sie das Land ins internationale Rampenlicht rückte, war aber wirksam. Am 2. Juli 1984 gewährten die männlichen Wähler in Liechtenstein den Frauen das volle Wahlrecht.
Marxer starb am 13. Februar 2015 in Vaduz.

## Rezeption
Im Jahr 2002 entstand der Schweizer Dokumentarfilm Die andere Hälfte, der die Geschichte von Melitta Marxer und deren Kampf für Frauenrechte in Liechtenstein erzählt.

## Zitate
„Unsere Familie bestand aus vier Frauen und einem Mann. Wann immer ein Wahl stattfand, war es nur mein Mann, der wählen gehen durfte – und wir Frauen mussten zuhause bleiben.“

„Was sollten wir tun? Einfach still sitzen in der Hoffnung, dass unsere politischen Rechte anerkannt werden? Wenn wir das nur getan hätten, hätten wir heute kein Stimmrecht.“